# Хамилтън (окръг, Флорида)
Вижте пояснителната страница за други значения на Хамилтън.
Окръг Хамилтън (на английски: Hamilton County) е окръг в щата Флорида, Съединени американски щати. Площта му е 1344 km², а населението - 13 327 души (2000). Административен център е град Джаспър.